# Belgian Pool

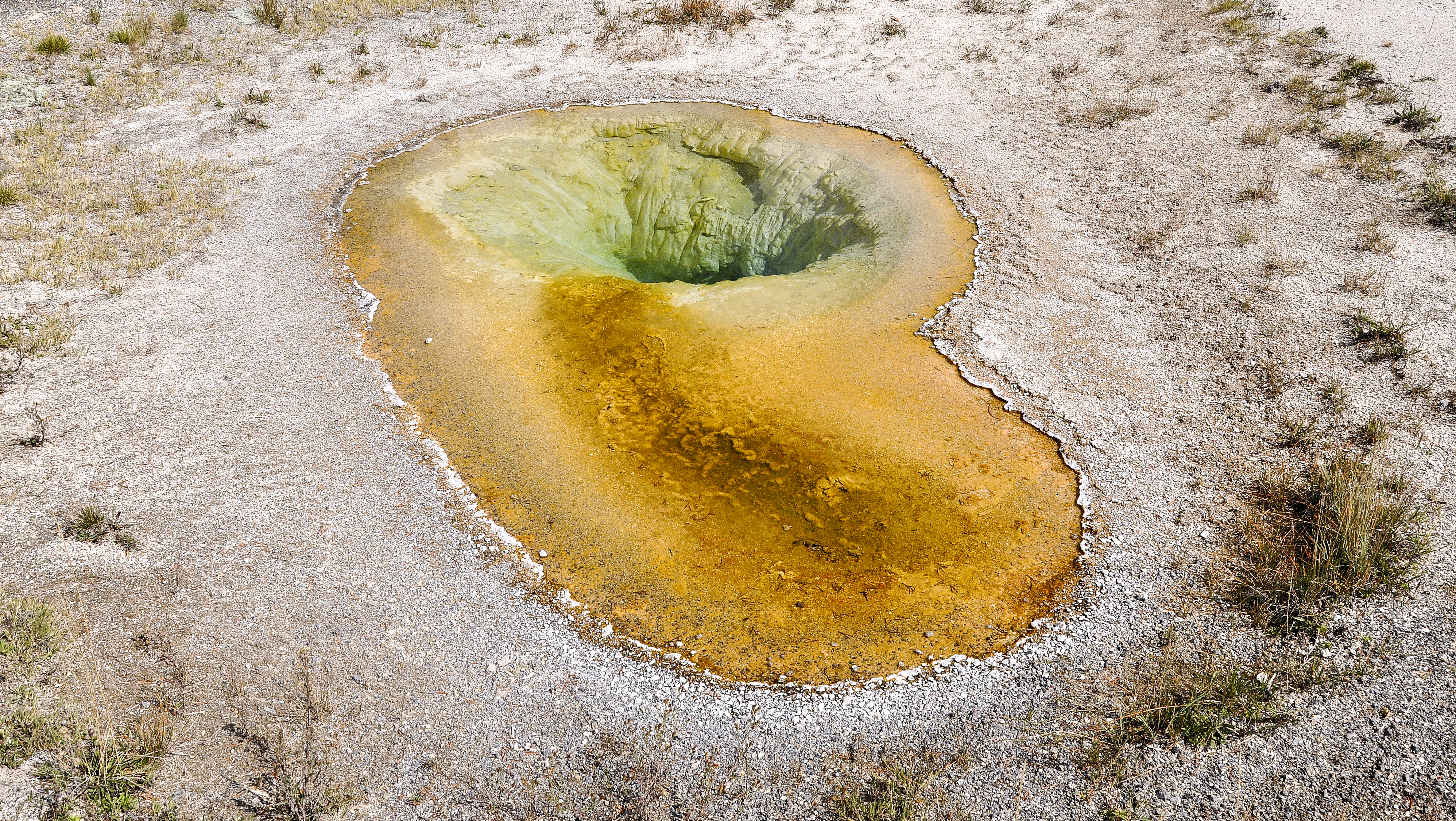
Belgian Pool

Belgian Pool (Engels voor 'Belgische poel') is een warmwaterbron in het Upper Geyser Basin van het Yellowstone National Park in de Amerikaanse staat Wyoming. De bron is genoemd naar een Belgische uitgever Landoy uit Brussel die op 3 juli 1929 afgeleid werd door de eruptie van de Castle Geyser en in het hete water terechtkwam. Hij overleed later aan zijn verwondingen. Hij was een van de tientallen die de dood vonden in het park. Later werden houten wandelpaden aangelegd doorheen de plaatsen met geologische activiteit.
Het water in de bron is minder heet dan die van de nabijgelegen bronnen maar toch meer dan 80°. Het ventilatiekanaal is rond en het water heeft een heldere kleur. De vorm doet denken aan de naam die de bron vroeger had: Oyster Spring. Aan zijn westelijke zijde is hij ondiep en lichtbruin en oranje gekleurd door algen.